# Algèbre de quasi-Hopf
Pour les articles homonymes, voir Algèbre (homonymie).
 (septembre 2015).
En mathématiques, la structure d'algèbre de quasi-Hopf est une généralisation de la structure d'algèbre de Hopf, construite à partir d'une quasi-bialgèbre au lieu d'une bialgèbre.